# Purpendicular
Purpendicular es el decimoquinto álbum de estudio de la banda británica de hard rock Deep Purple, publicado en febrero de 1996 en el Reino Unido y dos meses después (abril de 1996) en los Estados Unidos. El título es un juego de palabras entre el nombre del grupo y la palabra "perpendicular", de idéntica escritura en inglés.
Es el primer álbum con el guitarrista Steve Morse, antiguo guitarrista de Dixie Dregs, quien había sustituido a Ritchie Blackmore en 1993. En consecuencia, este álbum marca un punto de inflexión en el sonido del grupo debido al estilo de Morse, diferenciándose entre la era Blackmore y la era Morse. La música se centra más en el sonido de la guitarra y relega a un segundo plano el teclado de Lord.
Durante la gira de 2002 ejecutan el tema «The Aviator» con la novedad que Roger Glover y Steve Morse le agregan coros. Esto es una rareza ya que la banda no acostumbra a incluir voces de apoyo en sus presentaciones en vivo.

## Lista de canciones
Todas las canciones escritas por Gillan, Morse, Glover, Lord y Paice:
1. "Vavoom: Ted the Mechanic" – 4:16
2. "Loosen My Strings" – 5:57
3. "Soon Forgotten" – 4:47
4. "Sometimes I Feel Like Screaming" – 7:29
5. "Cascades: I'm Not Your Lover" – 4:43
6. "The Aviator" – 5:20
7. "Rosa's Cantina" – 5:10
8. "A Castle Full of Rascals" – 5:11
9. "A Touch Away" – 4:36
10. "Hey Cisco" – 5:53
11. "Somebody Stole My Guitar" – 4:09
12. "The Purpendicular Waltz" – 4:45

### Canción extra (ediciones japonesa y estadounidense)
1. "Don't Hold Your Breath" - 4:39

## Personal
- Ian Gillan - voz, armónica
- Steve Morse - guitarra
- Roger Glover - bajo
- Jon Lord - órgano, teclados
- Ian Paice - batería